# Айвовий хліб
Айвовий хліб (фр. pain-coing) — провансальська випічка, приготована з дріжджового хлібного тіста та айви. Поширена в основному у Воклюзі, Буш-дю-Роні, частині Дрома, Ардеші та Гарі, та в південній частині Альп Верхнього Провансу.

## Айва у Провансі
Перші свідчення про наявність дерев айви в садах Провансу відносять до XV сторіччя. Нині Провансальська айва є найпопулярнішим сортом. Її вирощування можна оцінити в 300–400 тонн із 2000 тонн, що виробляються у Франції.
До Першої світової війни провансалець харчувався здебільшого хлібом. Випічку готували у пекарській печі у місті чи у комунальних печах у селах. Так запікали і фрукти, покриті тістом: pan coudoun (айвовий хліб) або pan pè (грушевий хліб).

## Приготування

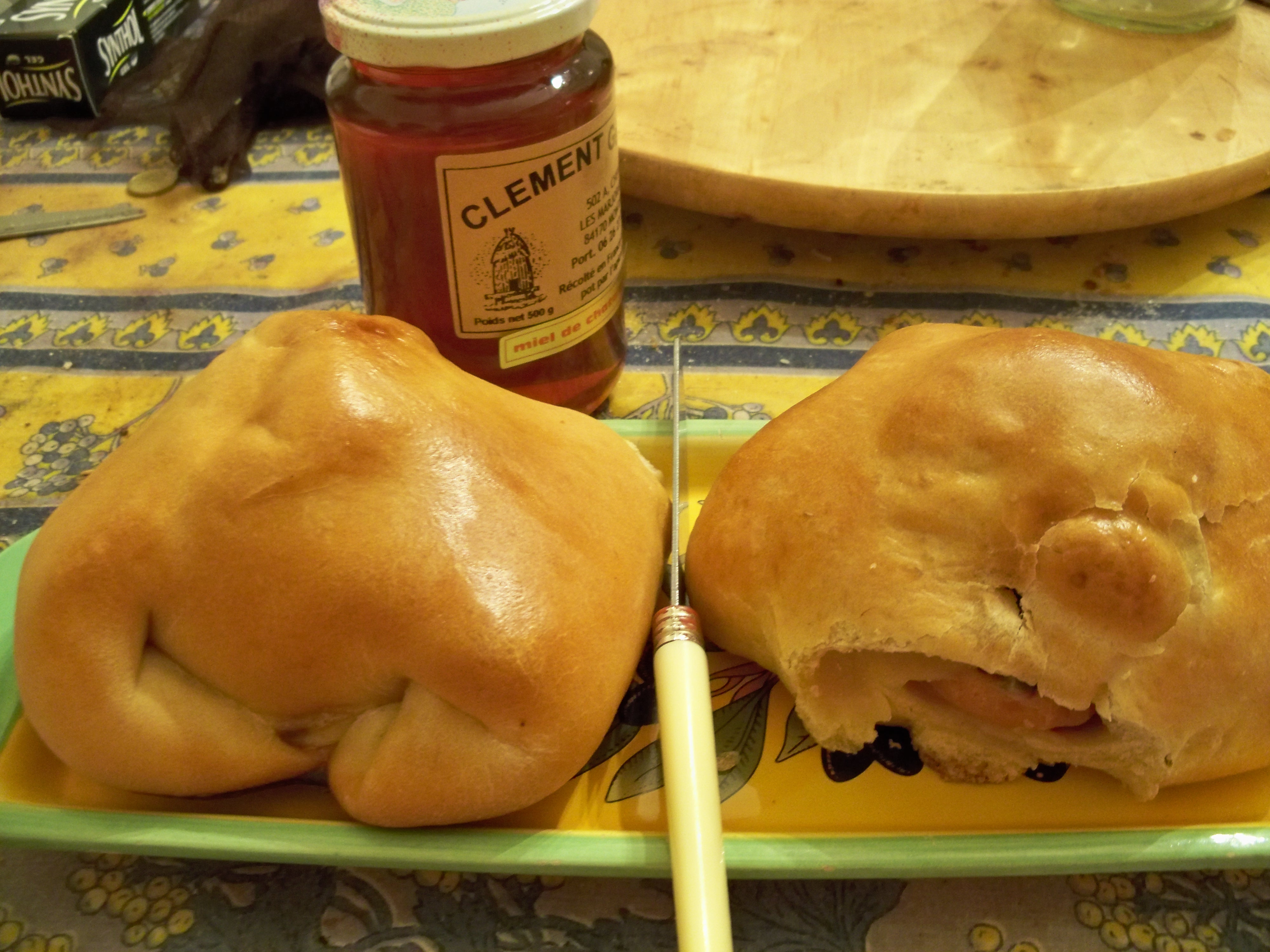
Два айвові хліби на ярмарку у Веллероні

Для приготування цієї випічки, крім айви, треба борошно, пекарські дріжджі, цукор, сіль, молоко, яйце та вершкове масло. Через таніни, що містяться в айві, які надають їй в'яжучий смак, а також через її твердість навіть у спілому вигляді, айву в багатьох стравах піддають тепловій обробці. Очистивши плід і видаливши кісточки, його кладуть на середину шматка хлібного тіста, потім посипають цукром або поливають медом, додають вершкове масло і роблять невеликий отвір зверху. Перед відправкою в духовку айвовий хліб змащують збитим яйцем. Під час приготування тісто просочується ароматом айви.
Айвовий хліб запивають білим вином, горіховим вином (традиційний аперитив, що отримується шляхом мацерації зелених волоських горіхів у вині та алкоголі), і поммо.